# عباد بن زياد
عباد بن زياد بن أبيه (توفي سنة 100 هـ/ 718م) وهو قائد عربي أموي. نجل والي العراق زياد بن أبيه، شغل منصب حاكم سجستان سبع سنين بين 54 هـ/673م و61 هـ/681 تحت حكم الخليفة معاوية بن أبي سفيان وابنه يزيد. وقاد فرقة في جيش مروان بن الحكم في معركة مرج راهط سنة 64 هـ، وقاتل الموالين للمختار الثقفي في عهد عبد الملك بن مروان. وكان قائدا في عهد الوليد، أيضًا، ولعب دوراً في مؤامرات الخلافة بين عبد العزيز بن الوليد وسليمان بن عبد الملك. مات بدمشق سنة مائة للهجرة.

## والي سجستان
عباد هو ابن زياد بن أبيه، الوالي الأموي للعراق، وشقيق عبيد الله بن زياد، عين معاوية عباد واليًا على إقليم سيجستان الشرقي (سيستان) عام 54 هـ/673م، وظل في منصبه في زمن يزيد. يشير المؤرخ محمد عبد الحي شعبان إلى أن سيجستان ظلت مستقرة تحت حكم عباد مع عدم وجود سجل للتمردات في الولاية أو البعثات العسكرية التي نشأت من هناك، يؤكد المؤرخ زيترستين أن عباد كان مشاركًا نشطًا في الفتوحات الشرقية للخلافة ونسب إليه الفضل في قيادة غزو قندهار.
رعى عباد الشاعر يزيد بن المفرغ الحميري، الذي مدح عباد في الكثير من أشعاره، واشتهر بشعره الساخر من عبّاد وعبيد الله ولدي زياد بن أبيه. وله شعر في المدح والغزل. عندما أصبح عباد مشغولاً بمنصبه، توقف عن الاعتناء بابن المفرغ، مما جعل الشاعر يؤلف أبيات ساخرة ضد عباد ووالده. احتجزه عباد لفترة قصيرة، لكن ابن المفرغ استمر في أشعاره حتى بعد إطلاق سراحه، وخرج إلى البصرة. فسجنه عبيد الله بن زياد وأهانه علنًا في البصرة وأعاده إلى عباد الذي سجنه حتى أفرج عنه بتدخل الخليفة عام 680.
خلال حكم عباد لسجستان، عمل أخوه عبيد الله كوالي على العراق وأخوه الآخر عبد الرحمن واليًا على خراسان. عزل يزيد عباد عام 61 هـ/681م ولى أخيه سالم بن زياد بدلا منه، الذي عين أخوه الأخر يزيد بن زياد نائباً له. قام عباد بتقسيم أموال الغنائم في سجستان بين عبيده والجند قبل مغادرة الولاية. مات عباد بدمشق سنة مائة للهجرة. وقيل: إنه مات بجرود من عمل دمشق.
حدّث عباد بن زياد عن عروة بن المغيرة عن المغيرة بن شعبة أن النبي مسح على الخفين، وروى عنه ابن شهاب الزهري.

## مع بني مروان
بعد انهيار السلطة الأموية في المحافظات الشرقية للخلافة بعد وفاة يزيد، انتقل عباد مع 2000 من مواليه إلى الشام، حيث قاتلوا إلى جانب مروان بن الحكم في معركة مرج راهط عام 64 هـ / 684. وبعد انتصار الأمويين في المعركة، عاد عباد إلى دومة الجندل، ولكن أرسله عبد الملك بن مروان إلى الكوفة لمواجهة المختار الثقفي. شارك عباد بالنصح للخليفة الوليد بن عبد الملك عندما حاول استبدال شقيقه سليمان من ولاية العهد لتعيين ابنه عبد العزيز بدلا من سليمان.